# Shotesham
Shotesham är en civil parish i Storbritannien.   Den ligger i grevskapet Norfolk och riksdelen England, i den sydöstra delen av landet, 150 km nordost om huvudstaden London. Antalet invånare är 539. Arean är 14,5 kvadratkilometer.
Terrängen i Shotesham är mycket platt.